# Граждановский сельсовет
Граждановский сельсовет — муниципальное образование со статусом сельского поселения в составе Бондарского района Тамбовской области Российской Федерации.
Административный центр — село Граждановка.

## География
Граждановский сельсовет расположен в восточной части Бондарского района и граничит с юга — с Кирсановским районом, с севера и востока — с землями Гавриловского района.

## История
Образование Граждановского сельсовета датируется мартом 1918 года.
В соответствии с Законом Тамбовской области от 17 сентября 2004 года № 232-З установлены границы муниципального образования и статус сельсовета как сельского поселения.
В соответствии с Законом Тамбовской области от 8 ноября 2010 года № 702-З в состав сельсовета включены упразднённые Максимовский и Куровщинский сельсоветы.

## Население
| 2010  | 2012  | 2013  | 2014  | 2015  | 2016  | 2017  |
| ----- | ----- | ----- | ----- | ----- | ----- | ----- |
| 626   | ↗1337 | ↘1283 | ↘1216 | ↘1148 | ↘1089 | ↘1048 |
| 2018  | 2019  | 2020  | 2021  |       |       |       |
| ↘1018 | ↘968  | ↘943  | ↘648  |       |       |       |

## Состав сельского поселения
В состав сельсовета входят:
| № | Населённый пункт | Тип населённого пункта       | Население |
| - | ---------------- | ---------------------------- | --------- |
| 1 | Волхонщино       | село                         | ↘69       |
| 2 | Граждановка      | село, административный центр | ↘485      |
| 3 | Куровщина        | село                         | ↘249      |
| 4 | Максимовка       | село                         | ↘354      |
| 5 | Советский        | посёлок                      | ↗37       |
| 6 | Усово            | деревня                      | ↗60       |
| 7 | Чернавка         | село                         | →11       |
| 8 | Шилово           | село                         | ↘109      |

## Органы власти
Представительный орган — Совет депутатов Гражданского сельсовета, состоит из 9 депутатов, избираемых на муниципальных выборах по многомандатным избирательным округам.

## Учреждения социальной сферы
- Граждановский филиал Бондарской СОШ на 150 ученических мест,
- Максимовский филиал Бондарской СОШ на 192 ученических места,
- Куровщинский филиал Бондарской СОШ на 192 ученических места,
- Граждановский сельский дом культуры на 200 мест,
- Максимовский сельский дом культуры на 200 мест,
- Куровщинский сельский дом культуры на 100 мест,
- Библиотека в Граждановском доме культуры,
- Библиотека в здании Куровщинского филиала Бондарской СОШ,
- Граждановская амбулатория,
- Максимовкий ФАП,
- Куровщинский ФАП.

## Экономика
Предприятия АПК:
- КФХ «Еремин В. Н.»,
- ООО «Тамбовмясо»,
- ООО «Бондариремсервис»,
- ООО «Агрономика»